# ジパング (漫画)
『ジパング』は、かわぐちかいじによる日本の漫画作品。2000年から2009年49号（2009年11月5日発売）にかけて講談社の『モーニング』にて連載された。2009年5月時点で累計発行部数は1500万部を記録している。
2002年には第26回講談社漫画賞一般部門を受賞。また2004年10月7日から、漫画を原作としたテレビアニメがTBSほかで放送開始されたが、全26話・漫画のストーリー途中(原作の満州編の序盤)で放送を終了した。
2012年12月には同じくモーニングで『ジパング 深蒼海流』が連載開始したが、この作品は平家と源氏の戦いを描く作品であり、本作と直接的な関わりはない。
2018年8月より毎月第2・4水曜日に、講談社プラチナコミックスからアンコール刊行された。

## あらすじ
西暦200X年の6月。日米新ガイドラインの下での海外派遣によりエクアドルへ向かう海上自衛隊の自衛艦隊のイージス艦みらいはミッドウェー沖合で突如嵐に巻き込まれ落雷を受ける。その直後からレーダーからの僚艦喪失、送受信機の故障ではない衛星通信の不通、突如の降雪という不可思議な現象に直面する。そして戦艦大和以下大日本帝国海軍連合艦隊に遭遇したことによりミッドウェー海戦直前の1942年6月4日の太平洋上にタイムスリップした事が判明する。
異常事態の中、みらい副長 角松洋介は、撃墜され水没しつつある零式水上観測機の後席から自ら救助した帝国海軍通信参謀 草加拓海少佐に未来世界の情報を公開したことから、みらいは徐々に変化してゆく歴史の流れに巻き込まれて行く。

## 用語
オペレーション「サジタリウス」
別称・「射手座」作戦。
イージス艦「みらい」が最初に歴史に介入することとなった軍事行動。ガダルカナル島でウォッチタワー作戦で上陸した米海兵隊の第一海兵師団（司令官ヴァンデグリフト少将）に対し、この時代には存在しないハープーンミサイル（ただし無弾頭）をレーザーにより最終誘導を行い、補給物資である小麦粉を威嚇攻撃する。高精度の威嚇攻撃により第一海兵師団にガダルカナルからの撤退を示唆することで、飛行場建設に当たっている大日本帝国海軍設営隊と米海兵隊の戦闘を回避し人命を救助する意図であったが、米海兵隊は混乱するも引き下がらず、また草加の手引きでガダルカナル沖に出撃した戦艦大和を中心とした連合艦隊が出現したために作戦は失敗に終わる。
大和は艦砲射撃で第一海兵師団を攻撃したが「みらい」はスタンダードミサイルで大和の全砲弾を迎撃する。結局、海軍設営隊2500名中、まず185名が撤退し、米海兵隊第一海兵師団はガダルカナル島を実質占領した。
「みらい」が使用したハープーンミサイルは米軍によって回収され航空諮問委員会により解析が試みられたものの、結論の描写には至っていない。
ジパング
草加が歴史改変により創立しようとしている「大日本帝国でも戦後日本でもない新しい日本」。後に角松も草加とは別にジパングの創立を志すようになる。
- 草加による歴史介入の主な内容

- ガダルカナル島に揚陸中の米海兵隊の殲滅を図った戦艦大和による艦砲射撃（失敗）
- 満州国皇帝・溥儀の暗殺による戒厳令の発動及び陸軍兵力の中国戦線から満州国内に向けての撤退（成功）
- A-26によるシンガポールからベルリンへの飛行（成功）
- ナチスドイツ総統ヒトラー暗殺（失敗）
- ガダルカナル・アッツ・キスカ・トラック・ニューギニア・ラバウル・マキン・タラワ・マーシャル諸島からの撤退と、撤退兵力のパラオ・マリアナ諸島への集中投入による絶対国防圏の縮小および決戦戦力の温存（成功）
- コペンハーゲンにおける原爆開発のための濃縮ウラン235の入手（成功）
- 連合艦隊機動部隊によるセイロン島英軍基地及び援蒋ルートの無力化攻撃・インド人民衆の反英独立運動の扇動（成功）
- 対独戦で手一杯の大英帝国へ補給線遮断の可能性を示す事で、チャーチルからルーズベルトへ対日戦線の早期終結要請を引き出し、戦力回復が整っていない状態でのマリアナでの日米艦隊決戦を生起させる（成功）
- マリアナ戦で大和を占拠し、米軍のサイパン上陸部隊を乗せた輸送船団に対して単艦突撃した上で艦内に極秘裏に運び込こんだ原爆を輸送大船団の中心で起爆して船団を壊滅させ、アメリカ世論を反戦気分へ持ち込んだ上で世界初の被爆国にしようと画策（成功）
- 大和は「みらい」のSH-60J艦載ヘリによる反復攻撃により機関が大破し行動不能となった上、角松率いる突入部隊が設置したトランスポンダーによりトマホークミサイルが命中し爆沈。搭載された原爆は海中にて爆発（失敗あるいは成功）

原爆
草加が欧州から密かに入手した濃縮ウランを用いて作成した日本の原爆。
当初は構造が簡易なガンバレル方式（広島型）で製作しようとしていたが、機材を載せたルイス・フロイス号が沈没した為に断念。艦砲を用いて分割したウラン片を爆縮させるインプロージョン方式（長崎型）に設計変更した為に巨大な重量物と化し、運搬手段として「巨大な収納スペースを持ち戦闘中に敵へ突入できるほど頑丈で、かつ戦闘速度を保つことが可能」な大和に搭載する事となった。
長安丸
民間輸送船。
史実より約1年早い連合艦隊のトラック諸島からパラオ及びマリアナへの移動に伴い1943年1月頃にトラック諸島夏島から出航する。その途中、通商破壊を目的とした米ガトー級潜水艦の浮上攻撃を受け大破し、民間人及び軍属から多数の死傷者を出し、重傷を装った物理学者・倉田万作を含む重傷者は「みらい」の医務室に搬送された。後に倉田は草加の原爆製造に直接携わることとなった。この事件は軍機密により公表されていない。
セクションS
米軍の対「みらい」特務機関。特務機関の活動に必要な膨大な資金の一部を大富豪ハワード・ヒューズが半ば好奇心から出資している。
ガトー級潜水艦「ガードフィッシュ」・海兵隊の第一海兵師団・空母「ワスプ」・戦艦「ノースカロライナ」との戦いから得た「みらい」に関する未確認情報の確定調査および「対みらい戦術の立案」を目的として設立される。
ニューギニアから日本軍の撤退において、日本海軍航空隊によるセブンマイルズ空襲による陽動の後で輸送船団がダンピール海峡を越える際に出現すると推測した「みらい」を密かにセブンマイルズから移動させて温存した一部の陸軍航空隊機により攻撃したものの、艦載垂直離着陸機「海鳥」の捨て身の防戦及びCIWSの迎撃により失敗に終わった。指揮官であるクリスやハットンを失い、テイラーだけが生き残るも、日本軍に捕虜にされた。この際、テイラーが角松と再度会ったことで、角松にもその存在が知られることになった。
作戦失敗の責任問題でセクションSは行動を起こせなくなるが、日本軍守備隊撤退後のタラワ環礁・ベチオ島で欺瞞工作を行っていた「みらい」乗員とそれを支援する「みらい」を海兵隊の偵察小隊と同行していた従軍記者が撮影した写真を回収し、欺瞞工作の事実を揉み消す事で「みらい」が事前情報を持たない米軍第5艦隊を翻弄する事で再び行動を起こせる様目論む。「みらい」の情報はルーズベルト大統領に伝わるが、独断行動に対するペナルティーを帳消しにするのと引き換えにセクションSは大統領直属機関となる。
その後、マリアナ戦においてセクションSは密かに「大和」に搭載された原爆の回収とそれを追う「みらい」の拿捕を大統領命令により試みるが、両艦の撃沈により失敗した。
YZ作戦
日本海軍によるインド洋侵攻作戦。セイロン島イギリス軍基地の壊滅による制海権及び制空権の奪取、ベンガル湾方面での援蒋ルートの壊滅、ボンベイでの日本軍からイギリス軍への示威攻撃による反英独立運動の煽動を図った作戦。ドイツ及びイタリアに精一杯なイギリスの隙を突いた作戦はアメリカへの援助要請となり、戦力再建途上のアメリカ太平洋艦隊をマリアナ方面に出撃させる結果をもたらした。ただし、戦力を分散した作戦による不十分な敵攻撃は、反撃のため離陸した英印度空軍による軽空母龍驤の撃沈や多数の航空機・熟練パイロットの喪失という結果をともなった。
ルイス・フロイス号
ポルトガル工船。
南京の下関河港に停泊中、当局の手の出せない中立国船であることを隠れ蓑として、物理学者・倉田万作と元満鉄調査員・吉村次郎の元でイージス艦「みらい」から得たマンハッタン計画の情報を基に草加がドイツ占領下のコペンハーゲンで入手したウラン235を用いて原爆を製造する工場船として使われた。
製造半ば、前みらい艦長・梅津は倉田を人質として船長室に立て篭もった。吉村からの通報を受けた原爆製造指揮者の支那派遣軍参謀長石原莞爾陸軍中将は「船内に抗日組織が立て篭もっている」という名目で埠頭に歩兵中隊を配置し突入の機会を窺う。これに対して上海陸戦隊特務機関員・如月海軍特務中尉は砲艦「伏見」により「船内に囚われた邦人を保護する」という名目で臨検を行うことで梅津と原爆の確保を図るが、奪取を阻止するために石原はルイス・フロイス号を自沈させる。最も重要なウランは無傷で回収されたが多くの部品や製造機材を失った結果、その後完成した原爆は航空機に搭載不可能なまでに大型化することとなった。渦中、梅津はウランの投棄を図る中で狙撃され落命に至った。
国防軍
旧帝国陸軍と海軍が連合国との講和後、近代化と縮小し改編したもの。国防海軍においては、階級は旧海軍と同じものを使用しているが、海上自衛隊と同じ制服を使用している。
MV/SA-32J「海鳥」
「みらい」に搭載されている架空の艦載機。
V-22オスプレイを開発したベル社と三菱が共同開発したという設定で、ティルトウイング方式の垂直離着陸機。従来の艦載ヘリの任務である対潜哨戒に加え、F/A-18と同じFCS装備により対艦、対空、対地戦闘に対応する。固定武装はAH-1と同じM197 ガトリング砲を装備し視認照準装置を用いて射撃が可能。また、機体下部のウェポンベイに最大2tまでの赤外線監視装置やミサイル、爆弾を搭載可能。エンジンは整備性向上のためSH-60Jと同じGE T700-IHI-701Cを胴体内に2基搭載し最大速力450km/hを発揮する。コックピットの形状は前席に射撃手、後席に操縦手が搭乗するAH-1などの戦闘ヘリと同じくタンデム型となっている。
劇中では航跡11「小笠原」で初登場。操縦手は佐竹一尉、射撃手は森三尉だった。父島の状況の偵察飛行を行うが、作戦中にスクランブルしてきた海軍の二式水戦と交戦し7.7mm弾を頭部に被弾した森は殉職している。
その後は林原三尉を射撃手として、連絡飛行、LAMPSでの索敵と巡航ミサイルの中間誘導、米潜水艦拿捕作戦での機銃掃射、夜間強行偵察などと活躍した。しかしダンピール海峡で日本軍輸送船団護送中に米陸軍爆撃隊からの攻撃下、CIWS給弾の時間を稼ぐため発艦。「みらい」に向けた反跳爆撃の迎撃を図るが機銃被弾で射撃不能となり、佐竹は林原を緊急射出後、海鳥で爆弾に突入し迎撃するが殉職に至った。
プロペラ機ながら多種多様なミサイルや爆弾を運用できるマルチロール機であるが、タイムスリップした当時の「みらい」艦内には積まれていなかったためか、劇中で「海鳥」がミサイルや爆弾を運用するシーンはない。
- 諸元

- ローター直径：6.0m
- 全幅：13.7m
- 胴体幅：2.3m
- 全長：12.1m
- 全高：3.8m
- 空虚重量：3.7t
- 基本運用重量：5.1t
- 最大離陸重量：7.9t
- エンジン：GE T700-IHI-701Cターボシャフト（1,800shp)×2基
- 作戦最大速度：450km/h（過荷重）
- 作戦行動半径：400km
- 固定武装：M197 20mm3砲身カトリング砲改（装弾数750発）
※機体下部コンテナ内に以下の各種兵装を搭載（最大2t）

- 空対空ミサイル：AAM-3／AIM-9S／AIM-7／AIM-120
- 空対艦ミサイル：ASM-1／ASM-2／RGM-84
- 対戦車／対艦ミサイル：AGM-114K
- 爆弾：CBU-87Mk82（GCS-1）
- 電波妨害装置：AN/ALQ-131
- 赤外線前方監視装置：AN/AAS-38

- レーダー／FCS：APG-73D
- データリンク：LINK-11B/-14/-16/-22
- 乗員：2名（前席：攻撃手、後席：操縦手）

（ジパング徹底基礎知識（講談社）より引用）
環太平洋条約機構
日本と連合国との講和後に成立した、集団安全保障機構。略称はRPTO。太平洋沿岸の自由主義陣営の軍事同盟とされるが、日本と米国以外の加盟国は不明。
キューザック
1969年頃に米国で出版されたオカルト雑誌に紹介された都市伝説に登場する宇宙人。キューザックは、大戦末期に海中から飛来し、政府と取引し戦争を終結させたという。因みにカーネルはキューザックは草加が変じたものと推測している。

## DDH-182 みらい
劇中登場する「みらい」及び「ゆきなみ」型は、架空のイージス艦である。シリーズ連載前、まだ艦名や完成予想図が発表されておらず「7700トン型イージス護衛艦」と呼ばれていた現あたご型護衛艦を、かわぐちかいじが想像して描いたものである。デザイン的には、実在する海上自衛隊のイージス艦こんごう型護衛艦を元に、ラファイエット級フリゲートの内火艇格納庫とむらさめ型護衛艦のヘリ運用施設を継ぎ合わせ、若干のアレンジを加えてデザインされた。このため基準排水量以外の艦容は実在の現あたご型護衛艦とはかなり異なる。また実在する現あたご型／まや型護衛艦などと比べても極めて早いペースで2002年には4番艦まで建造されている。
1番艦「DDH-180 ゆきなみ」は、本型中唯一艦名がたかなみ型護衛艦準拠の海象名となっている。原作には第1護衛隊群旗艦として登場するがアニメにはセリフ上で名前しか登場しない。
2番艦「DDH-181 あすか」は現実のイージス護衛艦と同様山岳名を命名基準としている。これは「ゆきなみ」と「あすか」の就役期間の間に名称基準訓令が改正された為である。史実では旧帝国海軍の砲艦「飛鳥」、現海上自衛隊試験艦 あすかに採用されている艦名である。原作コミックには姿が登場しないが、アニメでは、第1話冒頭で米海軍空母戦闘群（現 空母打撃群）との共同演習にむらさめ型護衛艦3隻と共に参加している様子が見られる。
3番艦「DDH-182 みらい」が本作品で描かれている。史実では原子力船「むつ」を改装した海洋地球研究船に採用されている船名である。物語中盤までは何度か損傷修理を経ながらも海上自衛隊護衛艦の姿をしていたが、インド洋作戦の前に、予備塗料が尽きたことと（一時的に）日本海軍に組み込まれたことにより、「182」という自衛艦ナンバーを塗り潰し、より暗い色合いの日本海軍軍艦色の艦体塗装となり、以降、マリアナ沖での撃沈までこの姿であった。
劇中にはこの他、「みらい」の僚艦の「新鋭イージス艦」として「はるか」が登場するが、同型のゆきなみ型4番艦DDH-183となるか、後継型であるかは明らかにされていない。
最終回の新史において「日本国防海軍ゆきなみ型イージス艦」として誕生した新「みらい」は寸法が全体に一回り大型化しており、
全長188m、全幅24m、基準排水量12000tとなっているが、艦影そのものは史実のあたご型護衛艦と非常に良く似た物となっている（相違点として艦橋の高さがアーレイ・バーク級ミサイル駆逐艦のように一段低くなっているほか、ヘリコプター発着甲板の高さが異なる）。なお、「国防軍」「国防海軍」という名は、「軍隊」を名乗れないなど様々な制約が科せられた現海上自衛隊創隊以前、吉田英三元大佐等が構想していた海軍再建計画における新海軍の名称である。
右表の「ゆきなみ」型諸元（旧史版）は一部を除いて単行本二巻巻末に掲載されていたものである。
- 速度は30kt超程度とされているが、劇中では35ktの高速で運用されているシーンがある。
- 行き足(加速)はとても速く、停船状態から30kt超まで30秒ほどである。
- 平甲板型の一種として遮波甲板型とされているが厳密には2つは別物である。
- RIM-7FはVLS1セルに2本入っている。
- 後部VLSは二番煙突の両側に挟むように配置されている。
- シースパローは劇中で「ESSM」（RIM-162）[9]と呼ばれていることもあり、2巻の性能表に誤りが生じた可能性もある。
- RGM-84(ハープーン)の対艦ミサイル発射管を搭載しているが、前部VLSの中にもRGM-84-1D-EXという架空のVLS用ハープーンが搭載されている。(単行本四巻、サジタリウス作戦にて使用)
- Mk-48型VLSが48セルとあるが、劇中の描写を見る限り18セルしかなく、逆にブラスト排気口が48基ある。
- 高度な兵器類・機器類は、21世紀と技術格差のある第2次大戦中の日本では生産が不可能である為、補給・修理は不可能である。しかし、砲の弾薬および破壊された127mm主砲の砲身は帝国海軍に仕様を伝え、再生に成功する[10]。
- なおアニメ版「みらい」では制作時の海上自衛隊の協力から性能要目の矛盾点などが改正されている。

1. 七九式射撃指揮装置2型22A→八一式射撃指揮装置2型31
2型22Aはミサイル誘導機能が無く主砲管制専用であり、一方でイージスシステム標準のMk.99 ミサイル射撃指揮装置はSM-2/ESSM用でシースパローミサイルには対応していないことから、主砲・シースパローミサイル双方の管制・誘導が可能で複数同時処理が可能な2型31に改正し、合わせてFCS-2の正式名称も七九式から八一式と訂正されている。
2. ESSM（発展型シースパロー）→RIM-7F（PIP）シースパローに統一
アニメ制作時点での海自ではESSMは採用されておらず、RIM-7Fの国内改良型のRIM-7F（PIP）に変更となった。
3. 原作にあったバウスラスターの廃止

- 搭載機の着艦拘束・移送装置としてカナダ海軍が開発したベアトラップが登場するが、現時点のヘリ搭載護衛艦の装備は後継のRASTに移行しており、ベアトラップ装備艦も順次換装されている。この点に関しては海上自衛隊が制作に協力したアニメ版でも改正されていない。
- こんごう型護衛艦、及びモデルとなったあたご型護衛艦をはじめ、実在するイージス艦がDDG=ミサイル駆逐（護衛）艦であるのに対し、「みらい」はDDH=ヘリコプター搭載型駆逐（護衛）艦とされている。
- なお、現実のDDH-182は、ひゅうが型護衛艦2番艦「いせ」となった。奇しくも「いせ」の進水日である2009年8月21日の前日には、「みらい」が撃沈される内容（「航跡412 航海の彼方」）が掲載されたモーニング誌が発売（2009年38号。2009年8月20日発売）されている。
- 原作、アニメとともに対空ミサイル発射の際はスタンダードミサイルを発射する時も同じく「シースパロー発射！」に統一している。[要出典]

## 劇中で触れる歴史と実際の歴史との違い
| 劇中の歴史 | 実際の歴史 |
| --- | --- |
| ミッドウェーで南雲忠一中将率いる第一航空艦隊の支援のために戦艦大和を中心とした連合艦隊が前方から突如出没してきた不明艦（イージス艦みらい）に遭遇。連合艦隊司令長官・山本五十六大将は一日早く作戦を中止し、トラック諸島への撤退命令を下した。 | 南雲中将率いる第一航空艦隊支援のため、柱島を出撃した戦艦大和を旗艦とする主力艦隊（戦艦部隊）は、空母3隻（加賀・赤城・蒼龍）喪失後、夜戦を下令されたが、残存していた飛龍の喪失を受けた司令長官山本五十六は作戦中止し、参加艦艇に本土への撤退命令を下した。 （詳しくはミッドウェー海戦を参照。） |
| 第一次ソロモン海戦後の三川軍一中将率いる日本軍第八艦隊の撤退後、ガダルカナルに上陸したアレクサンダー・ヴァンデグリフト少将率いる米海兵隊第一海兵師団の揚陸した小麦粉に「みらい」から射手座作戦により無弾頭のハープーンミサイルが命中する。第一師団は調査のためミサイルを回収する。 その後、第八艦隊の後押しとして大和を中心として、出動した連合艦隊は、米第一海兵師団壊滅により上陸戦を阻止した上で米世論からの反戦圧力を喚起することで日米早期講和に繋ごうとする草加の意図で、米海兵隊陣地に対する大和主砲砲撃を実施したが、「みらい」のスタンダードミサイル（アニメでは、シースパロー短SAM）で発射全弾を迎撃されて失敗。みらいの砲撃中止の要請に応じ、撤退する。 この中で、ガダルカナル飛行場の建設に当たっていた帝国海軍設営隊は2500名中、まず185名がガダルカナルからの撤退に成功する。 | ガダルカナル上陸後の米海兵隊に対する正体不明の兵器による攻撃は無く、無論回収も行われていない。また、戦艦大和のガダルカナルへの出撃は行われていない。 ガダルカナル飛行場の建設中に米軍の奇襲攻撃を受けた大日本帝国海軍設営隊は全滅した。 |
| 大日本帝国陸軍大本営参謀・辻政信中佐がトラックを来訪。統帥権を盾に半ば強引に連合艦隊首脳の了承を得た後、草加海軍少佐と会見し日本の敗北と60年後の戦闘艦・みらいの存在を知る。 その後中佐は8月19日に一木支隊と共にガダルカナルに上陸し惨敗。海軍設営隊長・岡村徳長少佐から今後のガダルカナルで連戦連敗となることを知り自決を試みるも岡村の諫言で思い留まり、大本営司令部に撤退命令を具申する決意をする。これにより、ガダルカナルからの撤退が史実より半年早く実現したことで第二次ソロモン海戦等の出来事は起こっていない。 | 辻のガダルカナル上陸は10月9日で行われ、ガダルカナル撤退命令は12月31日に御前会議で決まり、大本営発表では「転進」と公表される。1943年2月1日に撤退が行われるまで日本軍はガダルカナルで実に合わせて約2万2493名もの戦死・餓死・戦病死者を出す無謀な消耗戦を繰り広げた。 （詳しくはケ号作戦を参照。） |
| 満州国（中国東北部）にある大慶油田の存在が草加の手で石原に早く伝えられる。後にこの情報はハルビン在住のロシア人貴族兼ブローカー・ダニロフを経てアメリカ諜報機関・OSSの耳にも入る。 | 大慶油田は1959年に中国政府に発見されるまで存在は知らされていない。 |
| 米海軍の空母ワスプは日本軍の暗号を基に「みらい」を察知し攻撃隊を投入。多数の攻撃機を撃墜され壊滅寸前にまで陥りながらもハットン隊長の特攻に近い自爆突入により「みらい」左舷前側AN/SPY-1D、左舷ECM装置、SUPERBIRD型衛星通信ドーム、127mm砲を破壊し、5名の死者と12名の負傷者を出す。ワスプは「みらい」からの警告を無視して再度攻撃隊を投入しようとするが、トマホークミサイル一発により撃沈される。 | 空母ワスプは9月15日にソロモン諸島周辺を軍事行動中、日本の潜水艦伊-19の魚雷3発を受け、撃沈される。 |
| 満州国の首都・新京における建国10周年記念パレードの最中に満州国軍航空隊長・安藤上校（大佐）の一式戦闘機による皇帝・愛新覚羅溥儀を狙った暗殺未遂事件が発生。関東軍総司令官・梅津美治郎陸軍大将は直ちに満州全土に戒厳令を発動。 | 満州国の建国10周年記念パレードは何も起こらず、無事に終了する。 |
| 角松、如月の計らいで元海軍軍医の家に匿うも、満州国皇帝・溥儀は草加に発見される。当初は彼の口車に乗せられて拳銃自殺を図るが恐怖心で出来ず、止む無く草加に発砲するも失敗。それがもとで彼のモーゼルで射殺される。彼の死で愛新覚羅溥傑が第2代皇帝として即位するが、関東軍はさらに戒厳令下の満州の治安を維持すべく、中国戦線から兵力を引き抜かざるを得なくなり、次第に戦線は縮小されていく。世間での溥儀の死因は病死と公表される。 | 溥儀は戦後中国の首都・北京で1967年まで生き延びる。 |
| 日本軍の半年早いガダルカナルからの撤退後、米軍のアリューシャン奪還作戦も半年早く開始される。やがて日本軍アッツ&キスカ両守備隊の撤退支援に来たみらいと米陸軍第七歩兵師団の上陸を支援するトーマス・C・キンケイド少将率いるノースカロライナ級戦艦ノースカロライナを中心とした米艦隊との間で海戦が繰り広げられる。 みらいはニューオーリンズ級重巡サンフランシスコの同士討ちを受けた軽巡アトランタとの衝突やソーラーマックスから来る磁気嵐に遭いながらもノースカロライナを大破させたことで米軍を打ち破り、アッツ・キスカからの撤退を成功させる。 | 日本軍アッツ守備隊は増援を受けながらも米軍に追い詰められ、玉砕する。（詳しくはアッツ島の戦いを参照。） キスカ守備隊は濃霧の最中で撤退に成功する。（詳しくはキスカ島撤退作戦を参照。） 戦艦ノースカロライナは空母ワスプと同時に伊-19の魚雷を受け、大破する。 米艦艇の間で起きた同士討ちは第三次ソロモン海戦で起こっている。 |
| 長距離高速実験機A-26は山本五十六の計らいで1942年11月頃にシンガポールから飛び立ち、ポツダム飛行場に降り立つ。その後、コペンハーゲンでウラン235を入手し、自分の部下である津田の名を騙った草加を乗せて満州国の首都・新京へ向かう。 | A-26は1943年7月7日に飛んだが、セイロン島上空で消息を絶つ。消息不明の原因は未だ明らかになっていない。 |
| 朝日新聞記者・田中英人と偽ってA-26で訪独団員の一人としてドイツに着いた海軍大尉・津田一馬はドイツ国防軍防諜部将校のカール・フォン・シュタイナー大佐と共に訪独団の謁見式が行われる空母グラーフ・ツェッペリンにてアドルフ・ヒトラー総統暗殺を試みるも失敗。シュタイナーは死亡するが、これを機にベルヒテスガーデンにある別荘・ケールシュタインハウスにてヒトラーとの接触に成功。二人きりになったところで暗殺を試みるが、親衛隊にバレて失敗。負傷し草加に救助されるも、息を引き取る。遺体はザルツブルクの街が見えるモミの大木に埋葬される。 他の訪独団員もゲシュタポから彼の暗殺計画に関して背後関係を問われるも、嫌疑不十分で全員釈放。ドイツ当局は田中（津田）の暗殺計画を表沙汰にせず、消息が掴めぬまま「訪独団員1名病死」として処理した。 | ヒトラー暗殺計画はいくつかあったが、その中で日本人による暗殺計画は一つも無い。 |
| 大日本帝国陸軍予備役中将・石原莞爾は草加の歴史改変計画いわゆる「ジパング」創立に賛同すべく、甘粕正彦の計らいで行われた東條英機との和解交渉で建前上、自ら折り曲げる形で成立させる。その後は支那派遣軍参謀長として現役復帰し、南京に駐留する。 その交換条件としてFS作戦の一環として侵攻していたニューギニアから陸軍の撤退が開始され、ティルトウィング機海鳥は夜間にてポートモレスビーにある米軍のセブンマイルズ飛行場を空撮。みらいはECMによる電波妨害でレーダー及び通信網を遮断することで日本軍はラバウルから一式陸攻を中心とした攻撃隊によってセブンマイルズを奇襲攻撃し、成功を収める。だが、陸軍兵力を乗せた輸送船団がダンピール海峡を越える時点で事前にラビ飛行場に移された対みらい特務機関セクションS航空隊の出現によりみらいは後方を集中的に狙った反跳爆撃に晒されるも、海鳥の捨て身の防戦やCIWSの迎撃で危機を乗り越え、辛うじて撤退作戦を成功させる。 | 甘粕の計らいで行われた石原と東條との和平交渉は石原が東條を罵倒した形で決裂し、2人の確執は最後まで解消されることはなかった。また、石原も終戦まで予備役のまま過ごした。 1943年3月2日から3日にかけてダンピール海峡ではニューギニアに侵攻中の陸軍兵力の増援を目的とした輸送船団が米陸軍航空隊の反跳爆撃によって護衛の駆逐艦と共に撃沈され、補給路を断たれる。 （詳しくはビスマルク海海戦を参照。） |
| 連合艦隊、軍令部の意向に関係なくトラックから約2年早く撤退し、パラオ及びマリアナ諸島まで絶対国防圏を縮小させる。 | トラックからの撤退は1944年に起こったトラック空襲により行われた。 |
| 山本五十六は1943年の4月18日のラバウルで米軍の空襲に遭遇。自身は7時45分に自分が死ぬことを悟りながら防空壕に避難する。空襲後、時間が過ぎたこともあって戦況を視察。その途中、撃墜された米爆撃機B-25を見つけて接近し、中にいた米兵の遺体を弔っていたところをもう一人いた米兵の銃撃に倒れる。9時45分、死亡が確定。死の時間から空白地帯を歩みだしたわずか2時間後のことだった。 | 山本五十六は一式陸攻で前線視察中、ブーゲンビル島上空にて米戦闘機P-38の攻撃を受けて戦死する（後に元帥府に列せられる）。 （詳しくは海軍甲事件を参照。） |
| 戒厳令下の満州国の治安維持を口実とした日本陸軍の中国戦線からの撤退後、石原莞爾は数名の部下と共に中国共産党が拠点としている陝西省延安に向かい、中国共産党指導者・毛沢東と接触する。石原は日本軍の早期撤退後に起きる国共合作の崩壊と草加の策略による日本海軍のインド洋攻略での援蒋ルート破壊を予期した上で共産党が有利になる様、極秘裏に支援することを毛に約束させる事で、交渉を成立させる。 やがて、二人の密会はジャーナリストを装ったイギリス諜報機関・SIS工作員の撮影した写真によってフランクリン・ルーズベルト米大統領及びコーデル・ハル国務長官に知られ、マリアナ決戦を決意させることとなる。 | 国共合作崩壊とそれによる国共内戦は戦後に勃発し、結果は中国共産党が勝利する。無論、石原と毛との密談は行われていない。 |
| 角田覚治少将率いる飛鷹型空母隼鷹を旗艦とした空母機動部隊によるインド洋攻略（YZ作戦）が1943年の7月に行われる。セイロン島奇襲攻撃には英軍基地壊滅と共に制海権の掌握に成功するが、ベンガル湾方面（チッタゴン・ダッカ）奇襲攻撃には英印軍航空隊に先を読まれて失敗し、第50航空戦隊旗艦である空母龍驤を撃沈され、択捉型海防艦佐渡や若竹型駆逐艦若竹を大破される。ボンベイではインド人らの反英感情を煽らせることに成功したことで、草加から事前に知って賛同した自由インド仮政府指導者のスバス・チャンドラ・ボースはインド独立への本土攻撃に取り掛かる。 欧州戦線で独伊相手に手一杯なウィンストン・チャーチル英首相は日本軍打倒をアメリカに要請。フランクリン・ルーズベルト米大統領は援蒋ルート遮断も相俟って戦力がまだ整っていない太平洋艦隊をマリアナ諸島に出撃させる。 | 日本海軍によるインド洋侵攻はマダガスカルの戦いなどがあり、日本陸軍によるインド侵攻も行われ、こちらは失敗に終わる。 （詳しくはインパール作戦を参照。）空母龍驤は第二次ソロモン海戦で撃沈されている。 |
| 南京で支那派遣軍参謀長・石原と元満鉄調査員・吉村と物理学者・倉田の3人でウラン235とマンハッタン計画の情報で原爆が製造される。 途中で角松・米内光政海軍予備役大将の要請を受けた如月&梅津によって倉田が人質に取られ、製造場所であるポルトガル船のルイス・フロイス号の船長室に立て篭もるという事態が発生。石原が歩兵中隊を派兵するも膠着状態が続き、砲艦伏見までもが臨検を求めて出没し、止む無く船を自沈させる。 ウランは無事だったものの、材料喪失のおかげで航空機の搭載量を超えた原爆が完成してしまい、止む無く輸送船に紛れ込んでサイパンまで移送する。 やがて原爆は戦艦大和の後部主倉庫に秘密裏に搭載され、マリアナ戦では日米戦艦同士による夜戦の真最中に大和で多くの乗員が戦闘糧食に混入されていた抗てんかん薬・フェノバルビタールを盛られ、皆が衰弱している隙に約300名で構成された反乱乗員の手で掌握される。その後、大和はサイパン上陸を目的とした米陸軍・海兵隊の統合部隊を乗せた輸送船団の壊滅に向けて艦隊から離脱し、独航を開始。その途中、先の夜戦で大破漂流中の米グリーブス級駆逐艦リヴァモアとの衝突やみらいの127mm砲で測距儀及び射撃指揮所等を破壊されながらも三式弾にてみらいのイージスシステムを破壊するが、哨戒ヘリSH-60Jからハンドアローで煙突内を集中攻撃され、機関停止する。しかし、修復作業によってボイラーの一部が復旧し、航行を再開する。 やがて、原爆の時限装置が発動し、大和は草加と角松の両名を残したまま米戦艦群の砲撃に晒され、みらいのトマホークミサイルを受けて草加・角松両名の退艦後に轟沈。その後、原爆は海中で爆発した。 | 南京での原爆製造計画は無いが、陸軍では仁科芳雄を中心としたニ号研究が、海軍では荒勝文策を中心にF研究が行われるも、ニ号研究はウランを十分に濃縮出来ることなく空襲で研究所を失い、F研究は理論だけで実施できず、両方とも机上の空論で終わる。 （詳しくは日本の原子爆弾開発を参照。） |
| 米軍のギルバート諸島反攻戦に備え、帝国海軍の要請を受けたみらいは撤退した後のタラワ・ベチオ島で米軍を欺くための任務に就き、主に米軍に虚偽の情報を乱発するための作戦に出る。結果、作戦は成功し、みらいの日本軍に関する偽情報に欺かれたレイモンド・スプルーアンス中将率いる米海軍第5艦隊はもぬけの殻となったベチオ島に砲爆撃を加えて占領したものの、大量の弾薬と燃料を浪費する。 | 米軍のギルバート諸島攻略に於いてマキン・タラワでは日米両軍の間で激戦が繰り広げられ、両方の守備隊は玉砕する。 （詳しくはマキンの戦い・タラワの戦いを参照。） |
| 1943年12月12日6時30分、サイパン上空で古賀峯一大将率いる日本海軍連合艦隊とレイモンド・スプルーアンス中将率いる米海軍第5艦隊の両空母航空隊が空中戦を開始。 日中は航空機による戦闘が行われる。この際、日本軍は要塞化したサイパンから航空機を発進させる、日没時に翔鶴型空母瑞鶴から発艦した攻撃隊を夜間にサイパンのアスリート飛行場に着陸させるなどの作戦を取る。米軍はヨークタウン級空母エンタープライズ及び戦艦1隻・巡洋艦3隻・駆逐艦2隻の損害。日本軍は空母翔鶴等の損害。大和型戦艦武蔵は一発の魚雷を受けるが戦闘に支障なし。 19時5分、連合艦隊司令部・旗艦が戦艦武蔵から軽巡大淀に移される。 日本軍、空母群を退避させ武蔵・大和を中心とした戦艦群で米陸軍・海兵隊のサイパン上陸統合部隊を乗せた輸送船団に向けて出撃。米軍はレーダーにて連合艦隊の接近を察知し補給を中断、輸送船団を分離して戦艦アイオワを中心とした戦艦群で対抗する。 日本軍は接近戦に持ち込む為、水偵・零観を使いチャフ回廊を形成、レーダー機能を無効化する。その後両艦隊の接近、水偵・零観による米艦隊の発見により、日本軍は砲撃と駆逐艦による酸素魚雷を用いた雷撃を行うも結果は五分五分に終わり、米軍のサイパン空襲も日本軍の強靭な防空体制によって失敗に終わり、スプルーアンスはマリアナからの撤退を決意する。 | マリアナ沖海戦は1944年6月19日に開始。日本軍は戦艦サウスダコタ及びインディアナやエセックス級空母バンカーヒルとニューオーリンズ級重巡ミネアポリスを損傷させ、約120機程の航空機を撃墜する等の善戦を挙げる。しかし、ガトー級潜水艦によって空母大鳳及び空母翔鶴を、米第38任務部隊から発進した航空隊によって空母飛鷹を撃沈される。 さらに空中戦では日本軍側は小沢治三郎中将発案のアウトレンジ戦法を利用して対抗するも、米軍側はレーダーを用いた迎撃機の誘導及びVT信管を用いた対空砲火によって日本軍の航空機の大半は次から次へと撃墜される（日本軍側の搭乗員の練度不足と疲労も否めない）。 また、サイパン島・グアム島・テニアン島も守備隊が玉砕し、米軍に占領されたことで絶対国防圏は事実上崩壊し、後に米軍はそこから爆撃機B-29による軍・民無差別の日本本土空襲を行うことになる。 （詳しくはマリアナ沖海戦を参照。） |

## 急速な作品終了
『別冊宝島ジパング パーフェクトBOOK』（宝島社・2002）において、『ジパング』は「全2部で構成されているとも聞いたんですが？」という編集部からの問いに対し、かわぐちは、
- 「基本的には戦中編、戦後編というのがあるかな、と」
- 「戦後のドラマの方も、また面白い話になるんじゃないかな」
- 「100％の『自ら理想を求めて世界に打って出る日本』を目指すとすごく厳しい、となるわけでしょ。それに果たして日本人が耐えられるのか？戦後編では、その問いかけを描いて行きたいと思います」

とコメントしている。また、コミックス第25巻P76にて主人公角松は「みらい」について、「本艦は未来の日本が保有する最初の軍艦となるのだ!!」と宣言する。しかし、結局「戦後編」はコミックス最終43巻の第417話〜最終422話、わずか6話という駆け足でなぞられるのみで終了。「みらい」もまた「戦後編」の展開を待たずして撃沈され、「未来の日本が保有する最初の軍艦」にはなれずに終わった。

## テレビアニメ

### キャスト
- 角松洋介（稲田徹）
- 草加拓海（東地宏樹）
- 菊池雅行（星野貴紀）
- 尾栗康平（うえだゆうじ）
- 梅津三郎（屋良有作）
- 山本五十六（外波山文明）
- 黒島亀人（赤星昇一郎）
- 津田一馬（野島健児）
- クリス・エバンス（堀内賢雄）
- 柳一信（竹本英史）
- 青梅篤志（岩崎征実）
- 洋介少年（入野自由）
- 校長（石原凡）
- 米倉薫／みらい乗組員E（下崎紘史）
- 柏原秀行／レポーター／みらい乗組員（内藤玲）
- 林原克敏／みらい乗組員（宮野真守）
- 麻生保／みらい乗組員（小嶋一成）
- 佐竹守／みらい乗組員（松山鷹志）
- 桃井佐知子／おかみ（井関佳子）
- 片桐（川本成）
- 石原莞爾（龍田直樹）
- 辻政信（亀山助清）
- 宇垣纏（坂東尚樹）
- 杉本直人（石井康嗣）
- 岡村少佐（石塚堅）
- 米内光政（佐々木敏）
- 滝栄一郎（石塚運昇）
- みらい乗組員（平野貴裕）
- みらい乗組員（堀内マサキ）
- みらい乗組員（松本忍）
- みらい乗組員（高橋亨）

### スタッフ
- 原作 - かわぐちかいじ（講談社刊『モーニング』連載中）
- 監督・シリーズ構成 - 古橋一浩
- メインライター - 竹田裕一郎
- メインキャラクターデザイン - 馬越嘉彦
- サブキャラクターデザイン - 森本浩文
- メカニックデザイン - 小原渉平、西中康弘
- プロップデザイン - 沢村亨
- 美術監督 - 坂本信人
- 色彩設計 - 松本真司
- 撮影監督 - 川口正幸
- 3D監督 - 馬場就大
- 編集 - 松村正宏
- 音楽 - 佐橋俊彦
- 音響監督 - 平光琢也
- プロデューサー - 高野阿弥子、辻洋、磯山敦、成毛克憲、渡辺正弘、野口和紀
- アニメーションプロデューサー - 飯島浩次
- アニメーション制作 - スタジオディーン
- 製作 - TBS、チームみらい（ジパング製作委員会）

### 主題歌
オープニングテーマ「羅針盤」
作詞 - 増田博長、本田光史郎 / 作曲 - 増田博長 / 編曲 - AUDIO RULEZ、藤井丈司 / 歌 - AUDIO RULEZ
エンディングテーマ「君を見ている」
作詞・作曲・編曲・歌 - BEGIN

### 各話リスト
| 話数 | サブタイトル         | 脚本       | 絵コンテ         | 演出             | 作画監督                                              |
| ---- | -------------------- | ---------- | ---------------- | ---------------- | ----------------------------------------------------- |
| 1    | みらい出港           | 竹田裕一郎 | 古橋一浩         | 則座誠           | 森本浩文                                              |
| 2    | ミッドウェー         | 竹田裕一郎 | 古橋一浩         | 吉田俊司         | 波風立流                                              |
| 3    | 漂流者               | 竹田裕一郎 | 古橋一浩         | 山名隆史         | 森下昇吾                                              |
| 4    | みらいの戦闘         | 竹田裕一郎 | 古橋一浩         | 平向智子         | 森本浩文                                              |
| 5    | 草加の選択           | 竹田裕一郎 | 古橋一浩         | 則座誠           | 波風立流                                              |
| 6    | 攻撃命令             | 古橋一浩   | 吉田俊司         | 吉田俊司         | 笠原彰                                                |
| 7    | マレー鉄道           | 古橋一浩   | ユキヒロマツシタ | ユキヒロマツシタ | 森下昇吾                                              |
| 8    | 追跡者               | 古橋一浩   | そえたかずひろ   | 山名隆史         | 森本浩文                                              |
| 9    | デッドライン         | 古橋一浩   | こでらかつゆき   | 筑紫大介         | 波風立流                                              |
| 10   | 交流                 | 古橋一浩   | 吉田俊司         | 吉田俊司         | 笠原彰                                                |
| 11   | ガダルカナル島       | 古橋一浩   | 又野弘道         | 又野弘道         | 森下昇吾                                              |
| 12   | サジタリウスの矢     | 竹田裕一郎 | 又野弘道         | 則座誠           | 森本浩文                                              |
| 13   | 黄金の国             | 竹田裕一郎 | ユキヒロマツシタ | ユキヒロマツシタ | 野口和夫                                              |
| 14   | 激突!                | 竹田裕一郎 | 山中英治         | 剛田隼人         | 笠原彰                                                |
| 15   | 生者と死者           | 竹田裕一郎 | 西村博之         | 吉田俊司         | 森下昇吾                                              |
| 16   | 岡村少佐の意志       | 竹田裕一郎 | 又野弘道         | 又野弘道         | 森本浩文                                              |
| 17   | ジパング胎動         | 古橋一浩   | こでらかつゆき   | 山名隆史         | 森下昇吾・清水貴子（キャラ） 小原渉平（メカ）         |
| 18   | 再会                 | 古橋一浩   | ユキヒロマツシタ | 剛田隼人         | 笠原彰 小原渉平・練馬空技廠（メカ）                   |
| 19   | もうひとつの参謀本部 | 古橋一浩   | 田頭しのぶ       | 吉田俊司         | 田頭しのぶ（キャラ） 小原渉平・練馬空技廠（メカ）     |
| 20   | 伊－21号             | 古橋一浩   | 山中英治         | 則座誠           | 森本浩文 小原渉平・練馬空技廠（メカ）                 |
| 21   | 1対40                | 古橋一浩   | 村木靖           | 剛田隼人         | 波風立流（キャラ） 小原渉平・練馬空技廠（メカ）       |
| 22   | 警告                 | 古橋一浩   | 古橋一浩         | 又野弘道         | 森下昇吾 小原渉平・練馬空技廠・そえたかずひろ（メカ） |
| 23   | ワスプ撃沈           | 古橋一浩   | ユキヒロマツシタ | 吉田俊司         | 笠原彰（キャラ） 小原渉平・練馬空技廠（メカ）         |
| 24   | 死者と生者           | 竹田裕一郎 | こでらかつゆき   | 又野弘道         | 森本浩文 小原渉平・練馬空技廠（メカ）                 |
| 25   | 帰還                 | 竹田裕一郎 | 田頭しのぶ       | 岡本英樹         | 森下昇吾（キャラ） 小原渉平・練馬空技廠（メカ）       |
| 26   | 戻るべきところ       | 竹田裕一郎 | 古橋一浩         | 剛田隼人         | 馬越嘉彦 小原渉平・練馬空技廠（メカ）                 |

### 放送局
| 放送地域   | 放送局       | 放送期間                       | 放送日時           | 放送系列 | 備考                 |
| ---------- | ------------ | ------------------------------ | ------------------ | -------- | -------------------- |
| 関東広域圏 | 東京放送     | 2004年10月7日 - 2005年3月31日  | 木曜 25:25 - 25:55 | TBS系列  | 製作局               |
| 宮城県     | 東北放送     | 2004年10月16日 - 2005年4月9日  | 土曜 26:10 - 26:40 | TBS系列  |                      |
| 福岡県     | RKB毎日放送  | 2004年10月16日 - 2005年4月9日  | 土曜 26:45 - 27:15 | TBS系列  |                      |
| 北海道     | 北海道放送   | 2004年10月18日 - 2005年4月11日 | 月曜 26:05 - 26:35 | TBS系列  |                      |
| 近畿広域圏 | 毎日放送     | 2004年10月30日 - 2005年4月23日 | 土曜 25:55 - 26:25 | TBS系列  | アニメシャワー 第1部 |
| 日本全域   | アニマックス |                                |                    | CS放送   | 製作参加             |

TBS製作深夜アニメとしては、アニマックスも製作参加していた唯一の例である。ただしTBS製作・放送の深夜アニメ作品としては珍しくBS-TBSでの放送が未だに無い。また、JNN基幹局のうちCBCテレビでも未ネットである。
2008年1月17日、インターネットポータルサイト・BIGLOBEにてネット配信が開始された。

## 書誌情報

### 単行本
- かわぐちかいじ 『ジパング』 講談社〈モーニングKC〉、全43巻
  1. 2001年1月20日発売[12]、ISBN 4-06-328731-9
  2. 2001年1月20日発売[13]、ISBN 4-06-328732-7
  3. 2001年4月20日発売[14]、ISBN 4-06-328748-3
  4. 2001年7月19日発売[15]、ISBN 4-06-328759-9
  5. 2001年10月20日発売[16]、ISBN 4-06-328775-0
  6. 2002年2月20日発売[17]、ISBN 4-06-328799-8
  7. 2002年5月21日発売[18]、ISBN 4-06-328816-1
  8. 2002年8月21日発売[19]、ISBN 4-06-328832-3
  9. 2002年11月20日発売[20]、ISBN 4-06-328852-8
  10. 2003年3月18日発売[21]、ISBN 4-06-328873-0
  11. 2003年5月21日発売[22]、ISBN 4-06-328888-9
  12. 2003年8月20日発売[23]、ISBN 4-06-328899-4
  13. 2003年12月22日発売[24]、ISBN 4-06-328918-4
  14. 2004年3月23日発売[25]、ISBN 4-06-328938-9
  15. 2004年6月23日発売[26]、ISBN 4-06-328959-1
  16. 2004年9月22日発売[27]、ISBN 4-06-328984-2
  17. 2004年12月21日発売[28]、ISBN 4-06-372401-8
  18. 2005年3月23日発売[29]、ISBN 4-06-372418-2
  19. 2005年6月23日発売[30]、ISBN 4-06-372440-9
  20. 2005年8月23日発売[31]、ISBN 4-06-372463-8
  21. 2005年12月22日発売[32]、ISBN 4-06-372482-4
  22. 2006年2月23日発売[33]、ISBN 4-06-372502-2
  23. 2006年4月21日発売[34]、ISBN 4-06-372508-1
  24. 2006年7月21日発売[35]、ISBN 4-06-372533-2
  25. 2006年9月22日発売[36]、ISBN 4-06-372547-2
  26. 2006年11月22日発売[37]、ISBN 4-06-372560-X
  27. 2007年1月22日発売[38]、ISBN 978-4-06-372571-1
  28. 2007年3月23日発売[39]、ISBN 978-4-06-372581-0
  29. 2007年5月23日発売[40]、ISBN 978-4-06-372596-4
  30. 2007年7月23日発売[41]、ISBN 978-4-06-372611-4
  31. 2007年8月23日発売[42]、ISBN 978-4-06-372627-5
  32. 2007年10月23日発売[43]、ISBN 978-4-06-372631-2
  33. 2007年12月21日発売[44]、ISBN 978-4-06-372650-3
  34. 2008年2月22日発売[45]、ISBN 978-4-06-372663-3
  35. 2008年4月23日発売[46]、ISBN 978-4-06-372678-7
  36. 2008年7月23日発売[47]、ISBN 978-4-06-372714-2
  37. 2008年10月23日発売[48]、ISBN 978-4-06-372737-1
  38. 2008年12月22日発売[49]、ISBN 978-4-06-372758-6
  39. 2009年2月23日発売[50]、ISBN 978-4-06-372773-9
  40. 2009年4月23日発売[51]、ISBN 978-4-06-372787-6
  41. 2009年8月21日発売[52]、ISBN 978-4-06-372798-2
  42. 2009年10月23日発売[53]、ISBN 978-4-06-372837-8
  43. 2009年12月22日発売[54]、ISBN 978-4-06-372855-2

### 文庫版
- かわぐちかいじ 『ジパング』 講談社〈講談社漫画文庫〉、全22巻
  1. 2012年8月10日発売[55]、ISBN 978-4-06-370877-6
  2. 2012年8月10日発売[56]、ISBN 978-4-06-370878-3
  3. 2012年9月12日発売[57]、ISBN 978-4-06-370879-0
  4. 2012年9月12日発売[58]、ISBN 978-4-06-370880-6
  5. 2012年10月12日発売[59]、ISBN 978-4-06-370881-3
  6. 2012年10月12日発売[60]、ISBN 978-4-06-370882-0
  7. 2012年11月9日発売[61]、ISBN 978-4-06-370883-7
  8. 2012年11月9日発売[62]、ISBN 978-4-06-370884-4
  9. 2012年12月12日発売[63]、ISBN 978-4-06-370885-1
  10. 2012年12月12日発売[64]、ISBN 978-4-06-370886-8
  11. 2013年1月11日発売[65]、ISBN 978-4-06-370900-1
  12. 2013年1月11日発売[66]、ISBN 978-4-06-370901-8
  13. 2013年2月8日発売[67]、ISBN 978-4-06-370902-5
  14. 2013年2月8日発売[68]、ISBN 978-4-06-370903-2
  15. 2013年3月12日発売[69]、ISBN 978-4-06-370912-4
  16. 2013年3月12日発売[70]、ISBN 978-4-06-370913-1
  17. 2013年4月12日発売[71]、ISBN 978-4-06-370915-5
  18. 2013年4月12日発売[72]、ISBN 978-4-06-370916-2
  19. 2013年5月10日発売[73]、ISBN 978-4-06-370921-6
  20. 2013年5月10日発売[74]、ISBN 978-4-06-370922-3
  21. 2013年6月12日発売[75]、ISBN 978-4-06-370923-0
  22. 2013年6月12日発売[76]、ISBN 978-4-06-370924-7

## 関連商品
解説本（著作者公認）
- ジパング 羅針盤01 太平洋・戦闘編（講談社・2002）
- ジパング 羅針盤02 マリアナ決戦編（講談社・2007）
- ジパング 徹底基礎知識（講談社・2003）
- 別冊宝島 ジパング パーフェクトBOOK（宝島社・2002）

ゲーム
- ジパング ダブルジェネシス（2003年、携帯電話、講談社・ナツメ、シューティングゲーム）
- ジパング （2005年5月26日、PlayStation 2、バンダイ、シミュレーションゲーム）

模型
- ピットロード『1/350ヘリコプター搭載イージス護衛艦DDH-182みらい』
- ピットロード『1/700ヘリコプター搭載イージス護衛艦DDH-182みらい』
- エフトイズ『ジパング大図鑑 イージス護衛艦「みらい」』（約1/1400スケール）
- エフトイズ『ジパング大図鑑 多目的偏向翼機「海鳥」』（1/144スケール）
- エフトイズ『ジパング大図鑑 二式水上戦闘機』（1/144スケール）
- エフトイズ『ジパング大図鑑 米軍航空母艦「ワスプ」』
- エフトイズ『ジパング大図鑑 伊号第21潜水艦』
- 講談社『MODEL SHIP みらい』（1/300スケールのペーパークラフト。2002年発売。書籍扱い）